# Пилипчук Тетяна Валеріївна
Тетяна Валеріївна Пилипчук — українська філологиня, літературознавиця, музейниця, культурна менеджерка та волонтерка, директорка Харківського літературного музею (з січня 2022), лавреатка Премії імені Василя Стуса (2024). Кураторка низки проєктів музею, серед яких фестиваль «П'ятий Харків» та Харківська мистецька резиденція «Слово».

## Біографія

### Дитинство та юність
З дитинства Тетяна Пилипчук любила читати книжки, захоплювалася російською літературою, любила музейні експонати та музеї загалом. Хотіла обрати професію, яка, за її словами, «легалізувала би її бажання читати». Також у дитинстві мала мрію брати до рук музейні експонати, і працювати в музеї. У шкільні роки брала участь у роботі шкільного музею.
Тетяна Пилипчук здобула вищу освіту на російському відділенні філологічного факультету. Вивчала творчість Федора Достоєвського, захистила дипломну роботу за його творами.
Студенткою дізналася про існування у Харкові літературного музею та прийшла до нього разом із Світланою Олешко. Екскурсію музеєм для них провела Ольга Різниченко, і розповідала про 1920-ті роки, які для неї стали відкриттям. Після того двох дівчат Ольга Різниченко залучила до підготовки виставки до сторіччя з дня народження Миколи Хвильового, і в результаті Тетяна Пилипчук разом із Світланою Олешко стали співкураторками цієї виставки, над якою працювала і літературна корпорація «Червона Фіра».
У результаті Тетяна Пилипчук побачила середовище нонконформістів, проактивних та нестандартних людей, чим Харківський літературний музей був у 1990-х роках, а також познайомилася із сучасною українською літературою, літературними групами «Станіславський феномен» і «Бу-Ба-Бу». За словами Тетяни Пилипчук, музей для неї став атмосферою, де народжувалося нове, до чого було важливо бути причетним. А під час приймання свого українства у часи, коли це не було мейнстрімом, їй ставили запитання: «Ви приїхали зі Львова?»

### Харківський літмузей
Тетяна Пилипчук працює в Харківському літературному музеї з 1993 року. Спочатку працювала науковою співробітницею, згодом була завідувачкою науково-дослідного відділу (станом на 2013 рік), заступницею директора з розвитку музею (станом на 2020 та 2021 роки)
Як фахівець займається дослідженням української літератури 1920-х — 1930-х років, актуальних напрямків музейної комунікації та популяризації музейних колекцій.
З 2014 року займається організацією виїзних програм Харківського літературного музею, а також перевезенням книг для переселенців від російсько-української війни.
Тетяна Пилипчук є Головою Правління об'єднання «Літера», створеної у березні 2016 року для підсилення спроможностей Харківського літературного музею.
З 2018 року Тетяна Пилипчук є кураторкою літературної резиденції Харківського літературного музею, для учасників резиденції проводила кураторські екскурсії, є однією з тих, хто опікується помешканнями літературних резиденцій в квартирі Петра Лісового будинку «Слово» та Юрія Шевельова в будинку «Саламандра». З 2021 вона також займається організацією роботи Харківської мистецької резиденції «Слово».
У 2021 році вона була кураторкою онлайн-виставки «Як ми до такого довчились»

### Директорка Харківського літмузею
4 січня 2022 року Тетяна Пилипчук стала директоркою Харківського літературного музею. Вона планувала пів року присвятити налагодженню контактів з органами влади. З початком російського повномасштабного вторгнення до України та обстрілів Харкова вона щодня приходила до музею, де в одному з підвалів перебувала частина його співробітників. Пізніше було організовано вивезення експозиції під наглядом працівників музею та військовослужбовців територіальної оборони, яким музейники допомагали як волонтери, а також запис читання віршів для онлайн-події у березні 2022 року. Вона на певний час виїздила з Харкова, але повернулася для організації роботи музею, і у травні 2022 року за її пропозицією проведено «Ніч музеїв»
З початку російського повномасштабного вторгнення до України займається волонтерством, зокрема, возить книги на деокуповані території, допомагає українським військовим, зокрема, з тероборони. За словами Тетяни Пилипчук, для неї виїхати з Харкова означало здати місто.
У червні 2022 року увійшла до Ради з питань дерусифікації та декомунізації Міністерства культури та інформаційної політики.
З 2022 по 2024 роки вона була кураторкою фестивалю «П'ятий Харків» з розмовами, лекціями, дискусіями та мистецькими подіями про майбутнє міста, який був розпочатий у вересні 2022 року з проведення в Харкові літературного фестивалю. За час її керівництва музеєм було створено низку виставок та мистецьких проєктів у Харкові та Львові.
У вересні 2024 року Тетяна Пилипчук стала лавреаткою Премії імені Василя Стуса. Сама ж пані Пилипчук вважає цю нагороду не лише своєю, а й усього колективу Харківського літературного музею. Членкиня Журі премії імені Василя Стуса Мирослава Барчук назвала Тетяну Пилипчук людиною, яка дає імпульс цілій спільноті, плекає культурне середовище міста, формує і втілює відчутний дух харківського міського середовища, є візіонеркою музею, який є місцем, де шукають нову міську українську ідентичність. Український ПЕН відзначив той факт, що Харківський літературний музей у роки незалежності зберігав та поширював пам'ять про українських митців 1920-х та дисидентів радянського періоду, а з 2022 року музей став частиною спільноти, яка оберігає місто і об'єднує військових, митців і волонтерів.

## Премії та відзнаки
- Премія імені Василя Стуса (2024)[9]